# Saudade (高中正義の曲)
「Saudade」（サダージ）は、日本のギタリストである高中正義が1982年11月10日にリリースした9枚目のシングルである。

## 解説
音楽プロデューサーにナラダ・マイケル・ウォルデンを迎えたこのシングルは、1982年に発売されたアルバム『SAUDADE』からのシングルカットである。
「Saudade」は、北大路欣也が出演したマツダ"ファミリア"CMソングに使用された。

## 収録曲
| 全作曲: 高中正義、全編曲: 高中正義 and Narada Michael Walden。 |                  |                       |            |      |
| #                                                              | タイトル         | 作詞                  | 作曲・編曲 | 時間 |
| 1.                                                             | 「Saudade」      |                       | 高中正義   | 3:41 |
| 2.                                                             | 「Chill Me Out」 | Narada Michael Walden | 高中正義   | 4:37 |
| 合計時間:                                                      | 合計時間:        | 合計時間:             | 8:18       |      |